# Turbo (zespół muzyczny)
Turbo – polski zespół heavymetalowy.

## Historia
Zespół został założony w styczniu 1980 w Poznaniu. W pierwszym składzie grali: basista Henryk Tomczak, gitarzysta Wojciech Hoffmann, perkusista Wojciech Anioła i wokalista Wojciech Sowula. Zadebiutowali singlem z utworami „W środku tej ciszy” i „Byłem z tobą tyle lat” utrzymanymi w hard rockowym stylu. W listopadzie 1980 wokalistą zespołu został Piotr Krystek, a wkrótce doszło do kolejnych zmian w składzie: na miejsce Tomczaka wszedł Piotr Przybylski, drugim gitarzystą został Andrzej Łysów, a nowym wokalistą – Grzegorz Kupczyk.
W 1983 muzycy wydali swój debiutancki album studyjny pt. Dorosłe dzieci będący mieszanką ostrego hard rocka i brytyjskiego heavy metalu. Płytę promowali tytułowym przebojem. Po nagraniu płyty koncertowali po Polsce, wystąpili m.in. na festiwalu Rockowisko w Łodzi i Festiwalu w Jarocinie. Mimo sporego sukcesu doszło do kolejnych zmian w składzie, zwłaszcza na stanowisku perkusisty, którymi byli kolejno: Marek Olszak, Ryszard Oleksy, Przemysław Pahl i Alan Sors, ponadto z zespołu odszedł Piotr Przybylski, a nowym basistą został Bogusz Rutkiewicz. Po sukcesie „Dorosłych dzieci” wytwórnia zaczynała naciskać na zespół, żeby ten złagodził swoje brzmienie i nagrywał bardziej chwytliwe kompozycje. Wojciech Hoffmann później opisał ten czas „okresem błędów i wypaczeń”. W wyniku tych nacisków zespół w 1985 nagrał kompromisowy album pt. Smak ciszy, wiele łagodniejszy od poprzedniego albumu, lecz zawierający ostre riffy nawiązujące do kompozycji Iron Maiden. Grupa promowała płytę singlami: „Smak ciszy” i „Jaki był ten dzień”.
W 1986 muzycy wydali album pt. Kawaleria Szatana, na którym zerwali z łagodnym hardrockowym brzmieniem i zaczęli grać heavy metal. Po premierze płyty nawiązali współpracę z firmą Metal Mind Productions i wystąpili na festiwalu Metalmania. W tym okresie nowym perkusistą zespołu został Tomasz Goehs, z którym muzycy nagrali wydany w 1987 album pt. Ostatni wojownik zawierający utwory thrash metalowe inspirowane wczesnymi nagraniami zespołów Metallica, Slayer czy Testament. W 1988 wydali anglojęzyczną wersję płyty pt. Last Warrior skierowaną na europejski rynek, a także album koncertowy pt. Alive! zawierający materiał z koncertów z 30 grudnia 1986 i 3 marca 1987.
W 1989 doszło do kolejnej zmiany w składzie Turbo – zwolnione przez Bogusza Rutkiewicza stanowisko basisty objął Andrzej Łysów, a na jego miejsce gitarzystą został Robert Friedrich. Pod wpływem fascynacji zespołami Anthrax i Flotsam and Jetsam powstał anglojęzyczny album pt. Epidemic, nagrany również w polskojęzycznej wersji jako Epidemie.

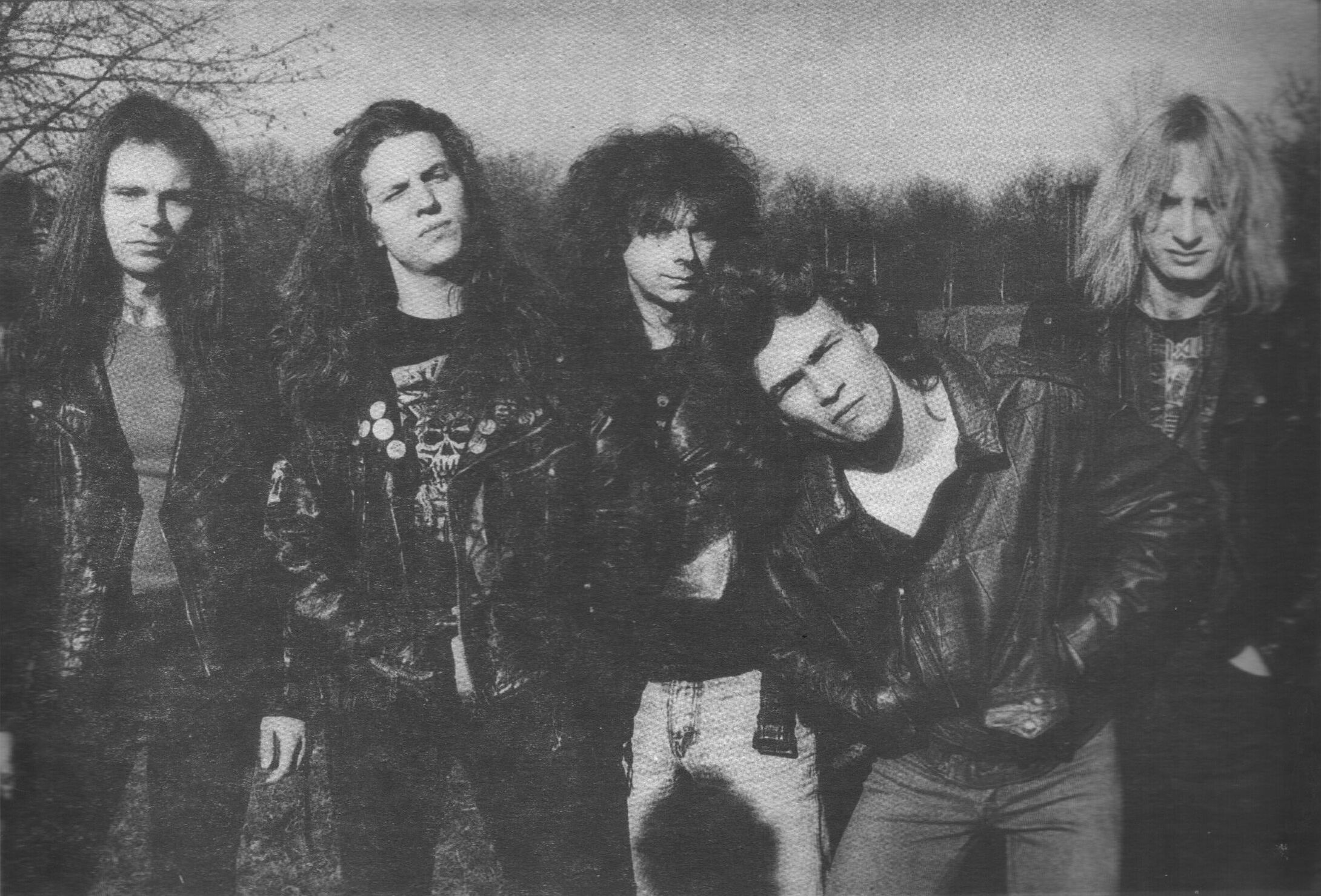
Andrzej Łysów, Robert „Litza” Friedrich, Wojciech Hoffmann, Tomasz Goehs i Grzegorz Kupczyk (ok. 1989)

W 1990 z Turbo odeszli Grzegorz Kupczyk i Andrzej Łysów, po czym obowiązki wokalisty objął Robert Friedrich, a nowym basistą został Tomasz Olszewski. W tym składzie zespół nagrał album pt. Dead End z materiałem utrzymanym w stylu mocnego thrashu. Skłócenie muzyków i brak koncertów spowodowało rozpad zespołu. W tym roku ukazała się również kompilacja 1980–1990 zawierająca niepublikowane utwory Turbo.
W 1991 Wojciech Hoffmann podjął próbę zmontowania nowego składu Turbo i wydał kasetę pt. One Way, jednak z powodu braku sukcesu komercyjnego ponownie zakończył działalność zespołu.
W późniejszych latach ukazywały się składanki: Titanic (1992) zawierająca niepublikowane utwory z „okresu błędów i wypaczeń” i Dorosłe dzieci i inne ballady (1993) z wszystkimi balladami Turbo.
W 1995 doszło do reaktywacji zespołu Turbo, który w składzie: Wojciech Hoffmann, Grzegorz Kupczyk, Bogusz Rutkiewicz, Marcin Białożyk (gitara) i Szymon Ziomkowski (perkusja) zagrał koncert w Poznaniu. Wkrótce muzycy podjęli decyzję o reaktywacji, a 1 stycznia 1996 oficjalnie wznowili działalność Turbo. W 1997 wydali składankę pt. Intro: 1982–1986 z najpopularniejszymi utworami zespołu, a w 1999 firma Metal Mind Productions wypuściła do sprzedaży dyskografię Turbo na CD. Zespół zagrał na festiwalach Metalmania i Thrash 'Em All Festival. W 2000 muzycy wydali reedycję albumu pt. Titanic –Remix ’92, a także album koncertowy pt. 20012000 zawierający zapis z koncertu zagranego 20 stycznia 2000 z okazji 25-lecia działalności artystycznej Grzegorza Kupczyka.
W 2001 muzycy wydali pierwszy od lat album z premierowym materiałem – Awatar, który nagrali w dwóch wersjach językowych z nowym perkusistą, Mariuszem Bobkowskim. Niezadowolenie muzyków z płyty i konflikt z wydawcą spowodował kolejną przerwą w działalności zespołu. W tym czasie muzycy skupili się na swoich solowych projektach.

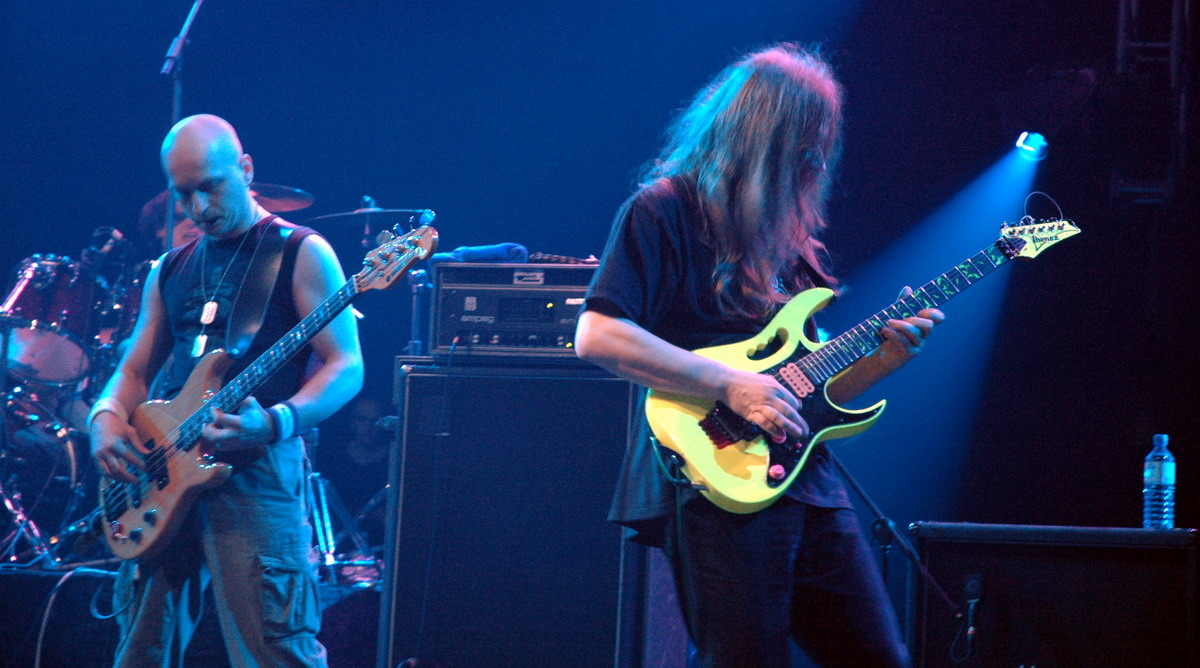
Turbo na festiwalu Metalmania w Katowicach (2005)

W 2004 doszło do kolejnej reaktywacji Turbo, tym razem w składzie: Wojciech Hoffmann, Grzegorz Kupczyk, Bogusz Rutkiewicz oraz Tomasz Krzyżaniak (perkusja) i Dominik Jokiel (gitara). Muzycy wydali album pt. Tożsamość, który powrócili do korzeni Turbo, umieszczając materiał o stylistyce heavy metalowej. Na początku 2005 wydali limitowaną wersję Tożsamości z płytą Akustycznie, na której znalazł się zapis ich akustycznego koncertu z grudnia 2003. Ukazała się też anglojęzyczna wersja ostatniej płyty pod nazwą Identity. Zespół wystąpł na festiwalu Metalmania, a zapis z koncertu wydali w 2006 na kolejnym w karierze albumie koncertowym. Ze względu na konflikt zespołu z wytwórnią muzyczną muzycy ponownie zawiesili działalność Turbo, po czym Wojciech Hoffmann skupił się na swojej karierze solowej, Grzegorz Kupczyk pracował z zespołem CETI, a Bogusz Rutkiewicz – z zespołem Gotham.
Na przełomie marca i kwietnia 2007 grupa powróciła na scenę, biorąc udział w trasie Metal Marathon Tour 3 z zespołem Chainsaw. Zaraz po zakończeniu trasy z Turbo odszedł Grzegorz Kupczyk, a jego miejsce zajął Tomasz Struszczyk. Wiosną 2008 muzycy z nowym wokalistą nagrali nową wersję utworu „Szalony Ikar”. 2 września 2008 wyszedł box 13 płyt Turbo Anthology 1980–2008 z wszystkimi oficjalnymi albumami zespołu i wieloma nigdy wcześniej nie publikowanymi nagraniami.
23 marca 2009 nakładem Metal Mind Productions ukazały się reedycje płyt Turbo: Dorosłe dzieci i Smak ciszy. 16 listopada tego samego roku premierę miał kolejny premierowy album zespołu pt. Strażnik Światła.
16 maja 2011 muzycy zerwali współpracę z Tomaszem Krzyżaniakiem ze względu na jego działalność w zespole Luxtorpeda, której nie uzgodnił z Turbo. Nowym perkusistą grupy został Mariusz Bobkowski, który powrócił do składu po 10 latach przerwy. Latem 2013 zespół nagrał, a 12 października tego samego roku wydał album pt. Piąty żywioł, który w następnym roku zaprezentowali także w anglojęzycznej wersji – The Fifth Element. W kwietniu 2014 wystąpili jako support przed koncertem Paula Di’Anno w krakowskim klubie Lizard King, a zapis ich występu wydali 6 października 2014 na albumie koncertowym pt. In the Court of the Lizard. W międzyczasie z zespołu odszedł Dominik Jokiel, a jego miejsce w składzie zajął Krzysztof Kurczewski.
19 lutego 2015 koncertem w Łodzi rozpoczęli całoroczną trasę koncertową „35th Aniversary Tour” z okazji 35-lecie powstania zespołu, którą zakończyli 5 stycznia 2016 koncertem w klubie Blue Note w Poznaniu. 25 stycznia 2016 ze składu odszedł gitarzysta Krzysztof Kurczewski, a jego miejsce pod koniec kwietnia 2018 zajął gitarzysta Przemysław Niezgódzki. Od 1 marca do 19 maja 2019 odbyli trasę koncertową The Last Warrior Tour, w tym samym roku koncertowali na trasie z Uriah Heep i wyjechali na koncerty do Rosji, a także wystąpili na festiwalu Materiafest w Szczecinku i Metalowe Zakończenie Roku w Bydgoszczy.
31 stycznia 2020 koncertem w Iławie rozpoczęli trasę koncertową z okazji 40-lecia działalności, którą musieli przerwać w marcu po występie w Gdańsku z uwagi na zagrożenie epidemiczne wywołane przez koronawirusa SARS-CoV-2. 13 listopada 2020 nakładem Metal Mind Productions wydali dwupłytową składankę przebojów pt. Greatest Hits, na której znalazło się ich 27 zremasterowanych utworów. 31 stycznia 2021 zagrali koncert w ramach 29. finału Wielkiej Orkiestry Świątecznej Pomocy w Swarzędzu. Latem zagrali serię koncertów plenerowych w Polsce. 13 listopada 2021 w klubie „U Bazyla” w Poznaniu zagrali ostatni koncert w ramach trasy jubileuszu 40-lecia działalności, na którym gościnnie wystąpili dawni członkowie grupy: Henryk Tomczak, Andrzej Łysów, Grzegorz Kupczyk i Bartek Struszczyk.
Wojciech Hoffmann w 2021 w celu realizacji solowego projektu wykonywania utworów z płyt Dead End i One Way założył zespół Hellium w składzie: Marcin Białożyk (gitara), Jacek Zema (wokal), Paweł Jaroszewicz (perkusja) i Przemysław Niezgódzki (bas).

## Muzycy

### Obecny skład zespołu

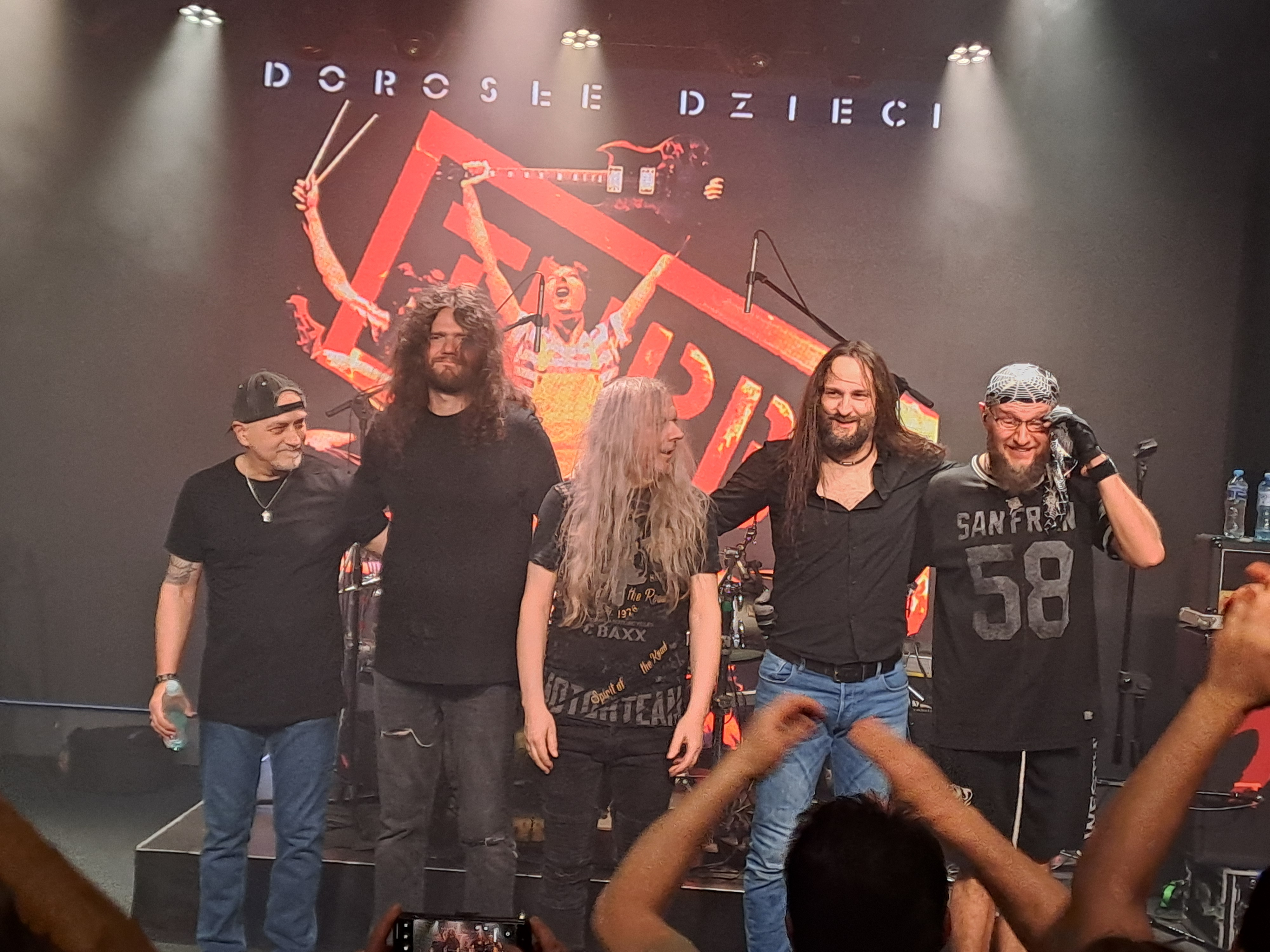
Turbo podczas koncertu w NCPP w Opolu (15 marca 2025). Od lewej: Bogusz Rutkiewicz, Przemysław Niezgódzki, Wojciech Hoffmann, Tomasz Struszczyk, Mariusz Bobkowski

- Wojciech Hoffmann – gitara prowadząca (od 1980)
- Bogusz Rutkiewicz – gitara basowa (1983–1988, od 1996)
- Mariusz Bobkowski – perkusja (2000–2001, od 2011)[21]
- Tomasz Struszczyk – śpiew (od 2007)
- Przemysław Niezgódzki – gitara rytmiczna (od 2018)[22]

### Byli członkowie zespołu
- Grzegorz Kupczyk – wokal (1981–1990, 1996–2007, gościnnie 2009 i 2018)
- Andrzej Łysów – gitara rytmiczna, później basowa (1981–1990)
- Piotr Przybylski – gitara basowa (1981–1983)
- Wojciech Anioła – perkusja (1980–1983)
- Alan Sors – perkusja (1984–1987)
- Tomasz Goehs – perkusja (1987–1991, gościnnie 1992, 1996)
- Maria „Marihuana” Wietrzykowska – sopran (gościnnie 1987, 1988)
- Robert „Litza” Friedrich – gitara rytmiczna (1989–1991, gościnnie 2018)
- Radosław Kaczmarek – gitara basowa, wokal (1991–1992)
- Marcin Białożyk – gitara rytmiczna (1991–1992, 1996–1998)
- Sławomir Bryłka – perkusja (gościnnie 1992)
- Tomasz Krzyżaniak – perkusja (2001–2011, gościnnie 2018)
- Henryk Tomczak – gitara basowa (1980–1981)
- Wojciech Sowula – wokal (1980)
- Piotr Krystek (nie żyje) – wokal (1980–1981)
- Marek Olszak – perkusja (1982)
- Ryszard Oleksy – perkusja (1983)
- Przemysław Pahl – perkusja (1983–1984)
- Daniel Cybusz – perkusja (1991–1992)
- Szymon Ziomkowski – perkusja (1996–2000)
- Dominik Jokiel (nie żyje) – gitara rytmiczna (2001–2014)
- Krzysztof „Tercjusz” Kurczewski – gitara rytmiczna (2014–2016)

## Dyskografia
| Rok                            | Tytuł | Pozycja na liście |
| Rok                            | Tytuł | POL               |
| ------------------------------ | --- | ----------------- |
| 1983                           | Dorosłe dzieci - Data: 30 listopada 1983 - Wydawca: Polton                                                                            | –                 |
| 1985                           | Smak ciszy - Data: 1 września 1985 - Wydawca: Klub płytowy „Razem”                                                                    | –                 |
| 1987                           | Kawaleria szatana - Data: 14 stycznia 1987 - Wydawca: Pronit                                                                          | –                 |
| 1988                           | Last Warrior / Ostatni wojownik - Data: 1988 (wersja ang.) 6 sierpnia 1989 (wersja pl.) - Wydawca: Noise Records / Pronit             |                   |
| 1989                           | Epidemic / Epidemie - Data: 1989 (wersja ang.) 1990 (wersja pl.) - Wydawca: Metalmaster / Polskie Nagrania Muza                       | –                 |
| 1990                           | Dead End - Data: 1990 - Wydawca: Under One Flag                                                                                       | –                 |
| 1992                           | One Way - Data: 1992 - Wydawca: Carnage Records                                                                                       | –                 |
| 2001                           | Awatar - Data: 15 maja 2001 - Wydawca: Metal Mind Productions                                                                         | 21                |
| 2004                           | Tożsamość / Identity - Data: 20 grudnia 2004 (wersja pl.) 21 listopada 2006 (wersja ang.) - Wydawca: Metal Mind Productions / TBC     | 48                |
| 2009                           | Strażnik Światła - Data: 16 listopada 2009 - Wydawca: Metal Mind Productions                                                          | –                 |
| 2013                           | Piąty żywioł / The Fifth Element - Data: 12 listopada 2013 (wersja pl.) 24 marca 2014 (wersja ang.) - Wydawca: Metal Mind Productions | 48                |
| 2025                           | Blizny - Data: 14 marca 2025 - Wydawca: Mystic Production                                                                             | 1                 |
| „–” pozycja nie była notowana. | |                   |

| Rok                            | Tytuł                                                                                         | Pozycja na liście |
| Rok                            | Tytuł                                                                                         | POL               |
| ------------------------------ | --------------------------------------------------------------------------------------------- | ----------------- |
| 1990                           | 1980–1990 - Data: - Wydawca: Tonpress                                                         | –                 |
| 1992                           | Titanic - Data: 1992 - Wydawca: Phonex                                                        | –                 |
| 1993                           | Dorosłe dzieci i inne ballady - Data: 1993 - Wydawca: Dża Dża Records                         | –                 |
| 1997                           | Intro: 1982–1986 - Data: 1997 - Wydawca: Koart                                                | –                 |
| 2008                           | Anthology 1980–2008 - Data: 1 września 2008 - Wydawca: Metal Mind Productions                 | –                 |
| 2020                           | Greatest Hits (Forty Years After) - Data: 13 listopada 2020 - Wydawca: Metal Mind Productions | 31                |
| „–” pozycja nie była notowana. |                                                                                               |                   |

| Rok                            | Tytuł | Pozycja na liście |
| Rok                            | Tytuł | POL               |
| ------------------------------ | --- | ----------------- |
| 1988                           | Alive! - Data: 1988 - Wydawca: Polton                                                                                | 36                |
| 2009                           | Akustycznie - Data: 7 września 2009 - Wydawca: Metal Mind Productions                                                | –                 |
| 2014                           | In the Court of the Lizard - Data: 6 października 2014 - Wydawca: Metal Mind Productions                             | –                 |
| 2024                           | W środku tej ciszy - XI wielkopolskie rytmy młodych Jarocin 1980 - Data: 10 grudnia 2024 - Wydawca: Kameleon Records | –                 |
| „–” pozycja nie była notowana. | |                   |

| Rok  | Tytuł                                                                          |
| ---- | ------------------------------------------------------------------------------ |
| 1980 | „W środku tej nocy” / „Byłem z tobą tyle lat” - Data: 1980 - Wydawca: Tonpress |

| Rok                            | Tytuł                  | Pozycja na liście | Pozycja na liście | Pozycja na liście | Pozycja na liście |
| Rok                            | Tytuł                  | LP3               | Turbo Top         | WAWA              | LP1               |
| ------------------------------ | ---------------------- | ----------------- | ----------------- | ----------------- | ----------------- |
| 1982                           | „Dorosłe dzieci”       | 1                 | –                 | 1                 | –                 |
| 1983                           | „Przebój miesiąca”     | 17                | –                 | –                 | –                 |
| 1984                           | „Zwykły tramp”         | 36                | –                 | –                 | –                 |
| 1985                           | „Wszystko będzie O.K.” | 26                | –                 | –                 | –                 |
| 2005                           | „Samotnia”             | –                 | –                 | –                 | 3                 |
| 2010                           | „Na progu życia”       | –                 | 14                | –                 | –                 |
| 2012                           | „Smak ciszy”           | –                 | 11                | –                 | –                 |
| „–” pozycja nie była notowana. |                        |                   |                   |                   |                   |

## Wideografia
| Rok  | Tytuł                                                                                                   |
| ---- | --- |
| 2006 | The History 1980–2005 - Data: 6 lutego 2006 - Wydawca: Metal Mind Productions - Format: DVD             |
| 2014 | In the Court of the Lizard - Data: 27 października 2014 - Wydawca: Metal Mind Productions - Format: DVD |

## Nagrody i wyróżnienia
| Rok  | Kategoria                                  | Nagroda                       | Nota      |
| ---- | ------------------------------------------ | ----------------------------- | --------- |
| 1990 | Zespół roku                                | Plebiscyt Thrash’em All, 1989 | 3 miejsce |
| 1990 | Wokalista roku (Grzegorz Kupczyk)          | Plebiscyt Thrash’em All, 1989 | 4 miejsce |
| 1990 | Gitarzysta roku (Wojciech Hoffmann)        | Plebiscyt Thrash’em All, 1989 | 1 miejsce |
| 1990 | Perkusista roku (Tomasz Goehs)             | Plebiscyt Thrash’em All, 1989 | 2 miejsce |
| 1991 | Album roku (Dead End)                      | Plebiscyt Thrash’em All, 1990 | 2 miejsce |
| 1991 | Gitarzysta roku (Robert „Litza” Friedrich) | Plebiscyt Thrash’em All, 1990 | 1 miejsce |
| 1991 | Gitarzysta roku (Wojciech Hoffmann)        | Plebiscyt Thrash’em All, 1990 | 2 miejsce |
| 1991 | Zespół roku                                | Plebiscyt Thrash’em All, 1990 | 3 miejsce |
| 2001 | album roku metal (Awatar)                  | Fryderyk                      | Nominacja |
| 2002 | Zespół roku                                | Plebiscyt Metal Hammer, 2001  | 2 miejsce |
| 2002 | Przebój roku („Upiór w operze”)            | Plebiscyt Metal Hammer, 2001  | 1 miejsce |
| 2002 | Muzyk roku (Grzegorz Kupczyk)              | Plebiscyt Metal Hammer, 2001  | 2 miejsce |
| 2002 | Osobowość roku (Grzegorz Kupczyk)          | Plebiscyt Metal Hammer, 2001  | 1 miejsce |
| 2002 | Album roku (Awatar)                        | Plebiscyt Metal Hammer, 2001  | 1 miejsce |
| 2010 | album roku metal (Strażnik Światła)        | Fryderyk                      | Nominacja |